# Cheyne Capital
Cheyne Capital creó su primer fondo de inversión en el año 2000 y actualmente se especializa en crédito corporativo, equidades y fondos de equidades. Cheyne es uno de administradores de inversiones alternativas más grandes de Europa y entre sus servicios se encuentran: fondos de pensiones, fundaciones y fondos de fondos. Actualmente el grupo Cheyne emplea alrededor de 140 personas y tiene sus sedes principales en Londres, Suiza y Bermuda. El fondo fue fundado en 1999 por Jonathan Lourie y Stuart Fiertz, quienes actualmente son el CEO y el presidente de Cheyne Capital Management (GB) LLP respectivamente.
Cheyne Capital Managament (GB) LLP es autorizado y regulado por la Autoridad de Servicios Financieros del Reino Unido.

## Premios

### 2010
- Premios EuroHedge[3] – En la categoría de Crédito & Valores en dificultades (Cheyne Real Estate Debt)

### 2008
- Premios Creditflux[4] - Administrador del Año (Cheyne Capital Management)
- Premios Creditflux - Mejor Equidad Sintética CDO
- Premios Creditflux - Mejor Fondo de Inversión a Largo/Corto Plazo/Multi-Estrategia

### 2007
- Premios Creditflux[5] - Mejor Equidad Sintética
- Premios Creditflux - Mejor Fondo de Inversión Estructurada/Correlación